# Komparator hipokampalno-przegrodowy
Komparator hipokampalno-przegrodowy – system ośrodkowego układu nerwowego biorący udział w mechanizmach stresu.
Organizm, żyjący w świecie zewnętrznym, aby przetrwać, musi cały czas oceniać informacje dopływające z tego świata pod kątem ewentualnych zagrożeń. Oprócz środowiska zewnętrznego musi również bezustannie monitorować swoje środowisko wewnętrzne. Poza tym konieczna jest ocena prowadzonych przezeń działań.
Kluczową rolę w ocenie otrzymywanych informacji pełnią kora przedczołowa i układ limbiczny. Właśnie w skład tego ostatniego wchodzi komparator hipokampalno-przegrodowy. Dochodzą doń informacje ze środowiska, a układ ten ocenia prawdopodobieństwo utrzymania przez organizm kontroli, a więc i  wiążące się z nimi zagrożenia. Jeśli odbierane bodźce świadczą o zgodności świata z preferencjami, komparator zachowuje stan równowagi, w którym utrzymuje on toniczne hamowanie wydzielania kortykoliberyny przez komórki nerwowe jądra przykomorowego.
Pojawienie się stresora psychologicznego równoważne jest z różnicą pomiędzy oczekiwanymi przez system wartościami a rzeczywistą informacją. W takiej sytuacji dotychczasowe działanie organizmu nie posiada wartości adaptacyjnej i konieczna jest jego zmiana. Zmienia się więc stan komparatora hipokampalno-przegrodowego. Toniczne hamowanie ustaje i jądro przykomorowe wydziela kortykoliberynę. Następuje też uruchomienie systemu hamowania behawioralnego. Skoro bowiem dotychczasowe działanie nie okazało się skuteczne w nowych warunkach, to należy je przerwać, zastępując je innym. W grę wkracza tutaj ciało migdałowate. Również wytwarza ono kortykoliberynę. Neurosekrecja CRH pobudza neurony jądra sinawego, natomiast pośredniej aktywizacji ulega też podwzgórze. Działanie ciał migdałowatych odczuwane jest jako niepokój, strach. Pobudzenie przezeń podwzgórza i jądra sinawego pociąga za sobą skutki metaboliczne, immunologiczne i endokrynologiczne.